# Antonio Pennacchi

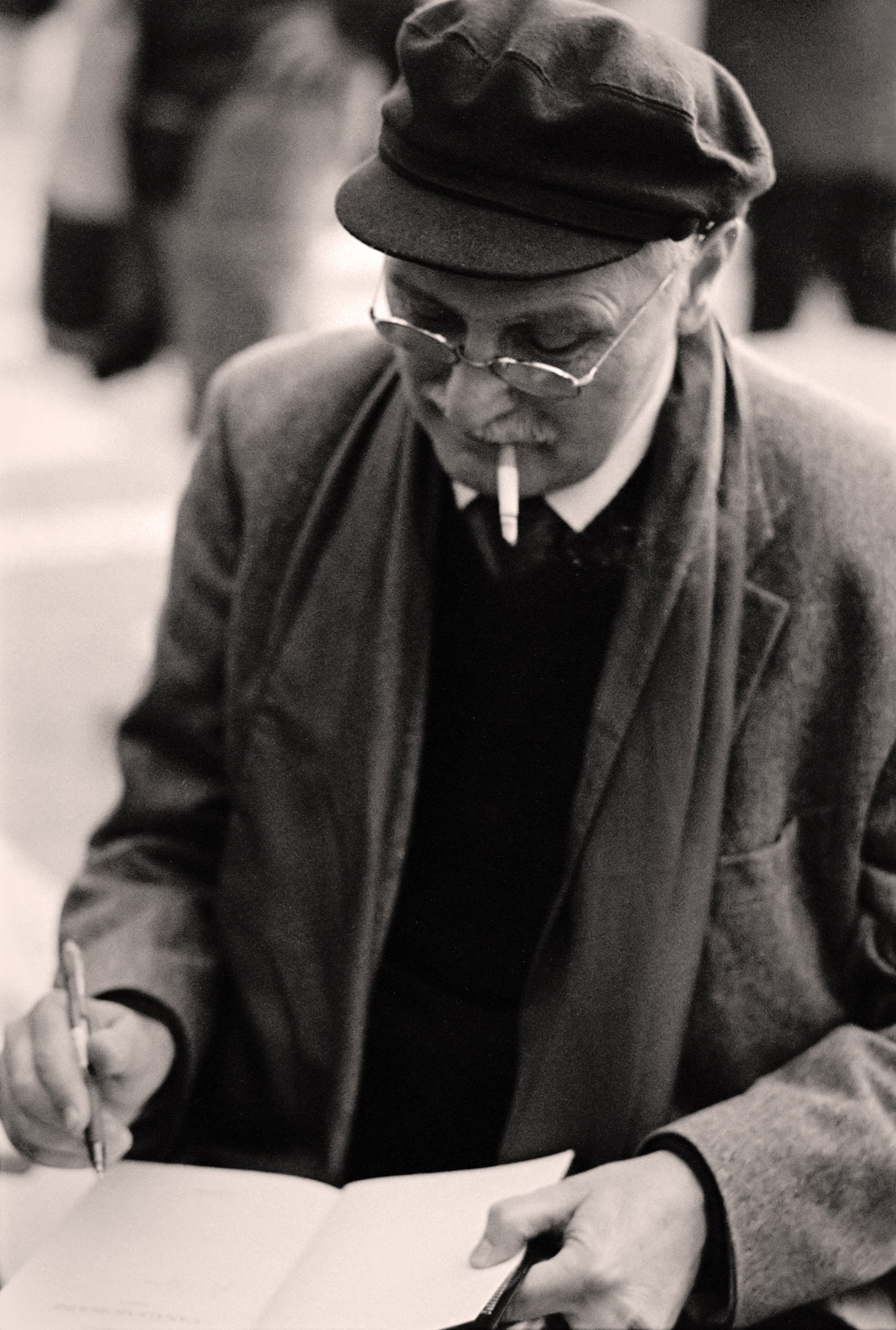
Antonio Pennacchi 2010

Antonio Pennacchi (* 26. Januar 1950 in Latina; † 3. August 2021 ebenda) war ein italienischer Schriftsteller.

## Leben
Pennacchis Eltern waren in der faschistischen Ära Italiens in der Pontinischen Ebene angesiedelt worden, als dort die Sümpfe trockengelegt wurden. Er arbeitete als Schichtarbeiter und pendelte in seiner politischen Sozialisation zwischen den italienischen Neofaschisten und den Maoisten. In den 1970er Jahren war er in der italienischen Gewerkschaftsbewegung, bei den Sozialisten und den Kommunisten aktiv. 2007 trat er der Partito Democratico bei.
1982 begann er mit dem Schreiben. Der Roman Mio fratello è figlio unico wurde 2007 verfilmt (Mein Bruder ist ein Einzelkind). Auch dem Kurzfilm Occhi verdi lag eine Geschichte von ihm zugrunde. Für den Roman Canale Mussolini wurde er 2010 mit dem Premio Strega ausgezeichnet.

## Schriften (Auswahl)
- Canale Mussolini. Hanser, München 2012, ISBN 978-3-446-23860-2.
- Eine rote Wolke. Luchterhand, München 2001, ISBN 3-630-87088-0.
- Fascio e martello, Viaggio per le città del duce. Laterza, Roma-Bari 2010, ISBN 978-88-420-9229-2.
- Il fasciocomunista  : vita scriteriata di Accio Benassi ; romanzo. Mondadori, Milano 2003, ISBN 88-04-48822-0.
- Mammut. Donizelli, Rom 1994, ISBN 88-7989-086-7.